# Emergency Declaration
Emergency Declaration (비상선언?, 非常宣言?, Bisang seon-eonLR) è un film del 2021 scritto e diretto da Han Jae-rim.
È stato presentato in anteprima alla 74ª edizione del Festival di Cannes il 16 luglio 2021. In Corea del Sud è stato distribuito nelle sale il 3 agosto 2022 in vari formati, tra cui uno schermo 4DX che combinava 4DX e ScreenX oltre all'IMAX.

## Trama
All'aeroporto di Incheon, Jae-hyuk è un ex pilota che ha paura di volare a seguito di un'esperienza traumatica. Tuttavia decide di imbarcarsi con la figlia malata sul volo KI501 diretto alle Hawaii, dove la piccola potrà ricevere cure mediche migliori. Nel frattempo, il giovane Jin-seok si comporta in modo minaccioso nei confronti degli altri viaggiatori.
In-ho, invece, è un detective della polizia, costretto a rinunciare a una vacanza in famiglia per motivi di lavoro. Ad un certo punto riceve una soffiata: sul volo per Honolulu, su cui si è appena imbarcata sua moglie, c'è un passeggero che rappresenta una vera e propria minaccia terroristica. Durante il volo, un passeggero muore in circostanze misteriose. Il terrore dei tanti innocenti a bordo e un'escalation di eventi portano il pilota del KI501 Hyun-soo a richiedere un atterraggio di emergenza.
Intanto a terra, di fronte alla drammatica notizia, si diffonde il panico tra i familiari dei passeggeri del volo. Il Ministro dei trasporti Sook-hee, informato dell'accaduto, organizza una squadra antiterrorismo per andare in soccorso dell'aereo.

## Produzione
Il 29 agosto 2019,  il distributore del film Showbox ha confermato che Song Kang-ho e Lee Byung-hun avevano accettato di partecipare al nuovo film Emergency Declaration del regista Han Jae-rim. Il 30 marzo 2020, a causa dell'epidemia di COVID-19, la produzione del film è stata momentaneamente sospesa. Nel maggio 2020 è stato annunciato il cast completo, formato da Song Kang-ho, Lee Byung-hun, Jeon Do-yeon, Kim Nam-gil, Im Si-wan, Kim So-jin e Park Hae-joon. Le riprese sono iniziate quello stesso mese.
Il 31 agosto 2020, Showbox ha informato che le riprese erano state interrotte a causa di un contagio da COVID-19 scoperto tre giorni prima. Le riprese sono ricominciate il 12 settembre 2020 e si sono concluse il 24 ottobre 2020.

## Distribuzione
Emergency Declaration è stato presentato nella sezione fuori concorso della 74ª edizione del Festival di Cannes il 16 luglio 2021.
L'uscita nelle sale era prevista per gennaio 2022, ma a causa di una nuova ondata di COVID-19 è stata posticipata al 3 agosto 2022 in Corea del Sud, mentre negli Stati Uniti è uscito il 12 agosto 2022. Il film è stato distribuito a Singapore, Thailandia, Hong Kong e Malesia il 4 agosto.
Inizialmente previsto nei cinema italiani per l'autunno 2022, è uscito direttamente a pagamento sulle varie piattaforme streaming il 24 gennaio 2023.

### Edizione Home Video
Il 16 marzo 2023 viene pubblicato in formato Home Video sia in DVD che in Ultra HD Blu-Ray con audio 5.1 DTS-HD dalla Plaion Pictures. L'edizione in BD contiene due dischi, uno con il film in 1080p, l'altro con il film in 2160p. Entrambi i dischi presentano gli stessi contenuti speciali.

## Accoglienza

### Incassi
Il film è uscito il 3 agosto 2021 su 1776 schermi finendo al primo posto al botteghino coreano con 336.751 spettatori nel primo giorno d'uscita. Dopo quattro giorni ha registrato un milione di spettatori, ed è stato in testa al botteghino per due giorni. In 18 giorni il film ha superato i 2 milioni di spettatori.
È stato il settimo film coreano di maggior incasso del 2022 con 14,9 milioni di dollari e 2,05 milioni di spettatori secondo il Korean Film Council.

### Critica
Il sito web dell'aggregatore di recensioni Rotten Tomatoes ha riportato un punteggio di approvazione del 64%, basato su 33 recensioni con un punteggio medio di 5,5/10.
Im Soo-yeon di Cine21 ha affermato che il film "assomiglia a The Host del regista Bong Joon-ho piuttosto che a un film di Hollywood sui dirottamenti o sui disastri aerei". Lee Marshall, recensendo per Screen Daily, è stato critico nei confronti del ritmo del film: ha apprezzato la sequenza dell'inseguimento in macchina filmata attraverso il parabrezza del veicolo inseguitore, "ma il film rimane come una serie di schizzi che sono stati quasi cancellati dal finale banale e non autentico". Peter Debruge di Variety l'ha apprezzato e ha scritto: "Dal punto di vista della narrazione, vedere cosa può fare Han con l'interno di un aereo – e un sacco di CGI – è decisamente fonte di ispirazione". Jared Mobarak, scrivendo su The Film Stage, ha classificato il film come B e ha scritto: "L'aereo è in pericolo. Non può atterrare fino a quando a terra non viene elaborato un piano per ridurre al minimo quel pericolo. Tutto ciò che accade rafforza queste due verità. Anche così, non è mai noioso". Laura Sirikul di The Nerds of Color l'ha valutato 3,5/5 e ha elogiato la scenografia, la cinematografia e la CGI all'interno dell'aereo come "incredibili". Sirikul ha dichiarato: "Il film era così pieno di colpi di scena che non ti accorgi nemmeno della lunga durata".